# Chondrocladia guiteli
Chondrocladia guiteli är en svampdjursart som beskrevs av Topsent 1904. Chondrocladia guiteli ingår i släktet Chondrocladia och familjen Cladorhizidae. Inga underarter finns listade i Catalogue of Life.